# Пентамідин
Пентамідин — синтетичний антипротозойний препарат для парентерального та інгаляційного застосування.
Станом на 2019 рік пентакаринат незареєстрований в Україні.

## Фармакологічні властивості
Пентамідин — синтетичний антипротозойний препарат, що є похідним діамідину, для парентерального та інгаляційного застосування. Механізм дії препарату точно не встановлений, встановлено вплив пентамідину на ДНК кінетопластів трипаносом та інгібування рибосомної РНК-полімерази найпростіших. До пентамідину чутливими є пневмоцисти, африканські трипаносоми, токсоплазми та лейшманії.

### Фармакокінетика
Пентамідин не всмоктується при прийомі всередину, тому застосовується виключно парентерально та інгаляційно. При внутрішньовенному введенні біодоступність препарату складає 100 %, пентамідин добре розподіляється в більшості тканин організму, але погано проникає у легеневу тканину. Препарат погано проходить через гематоенцефалічний бар'єр, проникає через плацентарний бар'єр. При інгаляційному введенні біодоступність препарату складає 5 %, концентрація пентамідину при інгаляційному введенні практично не визначається в крові. Внутрішньом'язове введення пентамідину застосовується рідко у зв'язку з частим формуванням асептичних абсцесів у місці введення. Препарат метаболізується в печінці. Виводиться пентамідин із організму переважно нирками. Період напіввиведення препарату складає 6 годин, цей час може збільшуватися при нирковій недостатності.

## Показання до застосування
Пентамідин застосовують при вісцеральному та шкірному лейшманіозі, на ранніх стадіях африканського трипаносомозу. В інгаляційній формі застосовуються при пневмоцистній пневмонії та для профілактики пневмоцистної пневмонії у випадках, коли хворі не можуть приймати ко-тримоксазол або дапсон.

## Побічна дія
Частота розвитку побічних ефектів пентамідину дуже висока, за результатами багаторічних спостережень при внутрішньовенному введенні препарату побічна дія спостерігалась у 72 % хворих, із них 18 % були вимушені в результаті цих побічних ефектів відмовитись від подальшого лікування пентамідином. При застосуванні пентамідину можливі наступні побічні ефекти:
- Алергічні реакції — менш часто висипання на шкірі, кропив'янка, гарячка, синдром Лаєлла, анафілактичний шок.
- З боку дихальної системи (найчастіше при інгаляційному застосуванні) — задишка, кашель, бронхоспазм, біль у грудній клітці, ларингіт.
- З боку травної системи — часто нудота, блювання, зниження апетиту, біль в животі, гастроезофагальний рефлюкс, гепатит, панкреатит, неприємний запах з рота.
- З боку нервової системи — менш часто головний біль, сплутаність свідомості, втрата свідомості, галюцинації.
- З боку серцево-судинної системи — у 6 % хворих можуть спостерігатися аритмії, гіпотензія, колапс (частіше при внутрішньовенному введенні препарату).
- З боку сечовидільної системи — дуже часто (25—50 %) нефротоксичність із імовірним розвитком ниркової недостатності.
- Інші побічні ефекти — часто (2—13 %) розвиток цукрового діабету, гіпоглікемія.
- Зміни в лабораторних аналізах — дуже часто в крові (до 50 %) підвищення рівня креатиніну, сечовини; часто підвищення активності амінотрансфераз, підвищення рівня білірубіну, підвищення активності амілази; анемія, нейтропенія, лейкопенія, гіперглікемія, гіпоглікемія, гіпокальціємія, гіпомагніємія.
- Місцеві реакції — часто при внутрішньовенному введенні тромбофлебіт, при внутрішньом'язовому введенні — біль, набряк, асептичні абсцеси, некроз м'язів.

При інгаляційному введенні пентамідину є небезпека зараження туберкульозом легень від хворого іншим пацієнтам та медичним працівникам. Вдихання інгаляційної форми препарату створює небезпеку для вагітних медпрацівників, тому їм не рекомендовано знаходитись в приміщенні, де проводяться інгаляції пентамідину.

## Протипоказання
Пентамідин протипоказаний при підвищеній чутливості до препарату, нирковій недостатності. З обережністю препарат застосовують при вагітності. Препарат не застосовують разом із іншими нефротоксичними препаратами — аміноглікозидами, амфотерицином В, цидофовіром, фоскарнетом.

## Форми випуску
Пентамідин випускається у вигляді порошку в флаконах для ін'єкцій по 0,3 г. та у вигляді аерозолю для інгаляцій. Станом на 2017 рік в Україні не зареєстрований.